# Sun (Luisiana)
Sun es una villa ubicada en la parroquia de St. Tammany en el estado estadounidense de Luisiana. En el Censo de 2010 tenía una población de 470 habitantes y una densidad poblacional de 40,85 personas por km².

## Geografía
Sun se encuentra ubicada en las coordenadas 30°39′1″N 89°54′16″O / 30.65028, -89.90444. Según la Oficina del Censo de los Estados Unidos, Sun tiene una superficie total de 11.5 km², de la cual 11.01 km² corresponden a tierra firme y (4.28%) 0.49 km² es agua.

## Demografía
Según el censo de 2010, había 470 personas residiendo en Sun. La densidad de población era de 40,85 hab./km². De los 470 habitantes, Sun estaba compuesto por el 82.98% blancos, el 12.77% eran afroamericanos, el 0.64% eran amerindios, el 0.43% eran asiáticos, el 0.21% eran isleños del Pacífico, el 1.7% eran de otras razas y el 1.28% pertenecían a dos o más razas. Del total de la población el 1.91% eran hispanos o latinos de cualquier raza.